# Championnats du monde de course en montagne 2018
Navigation
2017 2019
Les championnats du monde de course en montagne 2018, trente-quatrième édition des championnats du monde de course en montagne, ont lieu le 16 septembre 2018 à Canillo, en Andorre.

## Parcours

### Parcours seniors
La course seniors s'est disputée sur un parcours de 11,9 km comportant un dénivelé positif de 1 028 m  et un dénivelé négatif de 117 m. Le parcours reliait le comú de la paroisse de Canillo (1 515 m) au sommet du télésiège du Forn de Canillo (2 426 m) en passant notamment par le village de Prats et par le refuge de Ribaescorjada (point de ravitaillement).

### Parcours juniors
La course juniors s'est déroulée quant à elle sur un parcours de 7,3 km comportant un dénivelé positif de 576 m et un dénivelé négatif de 117 m

## Résultats
Championne l'année précédente, l'Ougandaise Risper Chebet est annoncée comme favorite chez les juniors féminines. Assumant son rôle, elle domine la course et défend avec succès son titre, résistant aux assauts de l'Allemande Lisa Oed. Sa compatriote Betty Chebet complète le podium,,.
Dans la course junior masculine, le champion en titre Oscar Chelimo prend les commandes de la course, bien décidé à défendre son titre. Ses compatriotes Dan Chebet et Mathew Chepkurui le suivent de près. Dan s'empare de la tête et décroche le titre. Mathew termine deuxième devant Oscar,.
Prête à défendre son titre, la Kénynane Lucy Wambui Murigi dicte le rythme de la course senior féminine dès le début. Elle est suivie par la sextuple championne Andrea Mayr et sa compatriote Viola Jelagat. En milieu de course sur la partie plane, l'Autrichienne ne parvient pas à suivre le rythme et perd du terrain. Elle termine finalement sixième. La Suissesse Maude Mathys profite ensuite de la dernière montée pour rattraper les Kényanes. Lançant son attaque dans le sprint final, elle parvient à doubler Viola pour décrocher la médaille d'argent. Avec deux coureuses sur le podium et Joyce Muthoni Njeru treizième, le Kenya décroche sa toute première médaille en remportant le classement par équipes devant le Royaume-Uni et la France,,.
La course masculine senior voit à nouveau les coureurs ougandais dominer les débats. Robert Chemonges, Joel Ayeko et le champion en titre Victor Kiplangat effectuent une course groupée. Robert franchit la ligne d'arrivée et décroche enfin le titre en bonne et due forme après sa disqualification de 2016. Joel décroche à nouveau la médaille d'argent devant Victor qui complète le podium. L'Américain Joseph Gray franchit la ligne d'arrivée en quatrième position avec plus d'une minute de retard sur le trio ougandais. Avec les trois coureurs sur le podium, l'Ouganda remporte le classement par équipes avec un score parfait. L'Italie et la Norvège complètent le podium,,,.

### Seniors

#### Courses individuelles
| Rang               | Athlète          | Pays        | Temps       |
| ------------------ | ---------------- | ----------- | ----------- |
| Médaille d'or      | Robert Chemonges | Ouganda     | 55 min 37 s |
| Médaille d'argent  | Joel Ayeko       | Ouganda     | 55 min 38 s |
| Médaille de bronze | Victor Kiplangat | Ouganda     | 55 min 54 s |
| 4                  | Joseph Gray      | États-Unis  | 57 min 8 s  |
| 5                  | Johan Bugge      | Norvège     | 58 min 25 s |
| 6                  | Jacob Adkin      | Royaume-Uni | 58 min 31 s |
| 7                  | Francesco Puppi  | Italie      | 59 min 12 s |
| 8                  | Martin Dematteis | Italie      | 59 min 31 s |

| Rang               | Athlète             | Pays        | Temps          |
| ------------------ | ------------------- | ----------- | -------------- |
| Médaille d'or      | Lucy Wambui Murigi  | Kenya       | 1 h 4 min 55 s |
| Médaille d'argent  | Maude Mathys        | Suisse      | 1 h 6 min 0 s  |
| Médaille de bronze | Viola Jelagat       | Kenya       | 1 h 6 min 26 s |
| 4                  | Patricia Chepkwemoi | Ouganda     | 1 h 6 min 2 s  |
| 5                  | Kristýna Dvořáková  | Tchéquie    | 1 h 7 min 20 s |
| 6                  | Andrea Mayr         | Autriche    | 1 h 7 min 37 s |
| 7                  | Emily Collinge      | Royaume-Uni | 1 h 7 min 57 s |
| 8                  | Silvia Schwaiger    | Slovaquie   | 1 h 9 min 24 s |

#### Courses par équipes
| Rang               | Pays                                                                                                  | Points |
| ------------------ | --- | ------ |
| Médaille d'or      | Ouganda Robert Chemonges (1er) Joel Ayeko (2e) Victor Kiplangat (3e)                                  | 6      |
| Médaille d'argent  | Italie Francesco Puppi (7e) Martin Dematteis (8e) Bernard Dematteis (9e) Nadir Cavagna (12e)          | 24     |
| Médaille de bronze | Norvège Johan Bugge (5e) Torstein Tengsareid (18e) Håkon Skarsholt (19e) Stian Øvergaard Aarvik (30e) | 42     |

| Rang               | Pays | Points |
| ------------------ | --- | ------ |
| Médaille d'or      | Kenya Lucy Wambui Murigi (1re) Viola Jelagat (3e) Joyce Muthoni Njeru (13e) Purity Kajuju Gitonga (50e) | 17     |
| Médaille d'argent  | Royaume-Uni Emily Collinge (7e) Sarah Tunstall (10e) Emma Gould (22e) Bethany Hanson (51e)              | 39     |
| Médaille de bronze | France Christel Dewalle (9e) Anaïs Sabrié (16e) Élise Poncet (24e) Adeline Roche (30e)                  | 49     |

### Juniors

#### Courses individuelles
| Rang               | Athlète          | Pays        | Temps       |
| ------------------ | ---------------- | ----------- | ----------- |
| Médaille d'or      | Dan Chebet       | Ouganda     | 35 min 49 s |
| Médaille d'argent  | Mathew Chepkurui | Ouganda     | 36 min 5 s  |
| Médaille de bronze | Oscar Chelimo    | Ouganda     | 36 min 42 s |
| 4                  | Joseph Dugdale   | Royaume-Uni | 39 min 37 s |
| 5                  | Gabriel Bularda  | Roumanie    | 39 min 54 s |
| 6                  | Hüseyin Can      | Turquie     | 40 min 8 s  |
| 7                  | Matthew Mackay   | Royaume-Uni | 40 min 17 s |
| 8                  | Islam Adli       | Turquie     | 40 min 24 s |

| Rang               | Athlète                | Pays      | Temps       |
| ------------------ | ---------------------- | --------- | ----------- |
| Médaille d'or      | Risper Chebet          | Ouganda   | 41 min 19 s |
| Médaille d'argent  | Lisa Oed               | Allemagne | 41 min 54 s |
| Médaille de bronze | Betty Chebet           | Ouganda   | 43 min 7 s  |
| 4                  | Alessia Scaini         | Italie    | 43 min 30 s |
| 5                  | Angela Mattevi         | Italie    | 44 min 8 s  |
| 6                  | Alexia Hecico          | Roumanie  | 45 min 22 s |
| 7                  | Mallaurie Mattana      | France    | 45 min 25 s |
| 8                  | Esther Yego Chepkwemoi | Ouganda   | 45 min 53 s |

#### Courses par équipes
| Rang               | Pays                                                                                    | Points |
| ------------------ | --------------------------------------------------------------------------------------- | ------ |
| Médaille d'or      | Ouganda Dan Chebet (1er) Mathew Chepkurui (2e) Oscar Chelimo (3e)                       | 6      |
| Médaille d'argent  | Royaume-Uni Joseph Dugdale (4e) Matthew Mackay (7e) Jack White (11e) Euan Brennan (29e) | 22     |
| Médaille de bronze | Turquie Can Hüseyin (6e) Islam Adli (8e) Veysel Timünçin (9e) Ahmet Alkanoğlu (12e)     | 23     |

| Rang               | Pays                                                                                            | Points |
| ------------------ | ----------------------------------------------------------------------------------------------- | ------ |
| Médaille d'or      | Ouganda Risper Chebet (1re) Betty Chebet (3e) Esther Yego Chepkwemoi (8e)                       | 12     |
| Médaille d'argent  | Italie Alessia Scaini (4e) Angela Mattevi (5e) Gaia Colli (9e) Linda Palumbo (23e)              | 18     |
| Médaille de bronze | Roumanie Alexia Hecico (6e) Angelica Olenici (11e) Loredana Viziteu (12e) Irina Bordeianu (19e) | 29     |